# Армада (Мічиган)
Армада (англ. Armada) — селище (англ. village) в США, в окрузі Маком штату Мічиган. Населення — 1684 особи (2020).

## Географія
Армада розташована за координатами 42°50′31″ пн. ш. 82°52′52″ зх. д. / 42.84194° пн. ш. 82.88111° зх. д. (42.842083, -82.881108).  За даними Бюро перепису населення США в 2010 році селище мало площу 1,98 км², з яких 1,97 км² — суходіл та 0,00 км² — водойми.

## Демографія
Згідно з переписом 2010 року, у селищі мешкало 1730 осіб у 607 домогосподарствах у складі 425 родин. Густота населення становила 876 осіб/км².  Було 656 помешкань (332/км²).
Расовий склад населення:
| - 98,0 % — білих - 0,3 % — чорних або афроамериканців - 0,1 % — вихідців з тихоокеанських островів - 0,1 % — корінних американців - 0,1 % — азіатів |

До двох чи більше рас належало 0,9 %. Частка іспаномовних становила 2,6 % від усіх жителів.
За віковим діапазоном населення розподілялося таким чином: 27,9 % — особи молодші 18 років, 57,0 % — особи у віці 18—64 років, 15,1 % — особи у віці 65 років та старші. Медіана віку мешканця становила 38,6 року. На 100 осіб жіночої статі у селищі припадало 89,9 чоловіків;  на 100 жінок у віці від 18 років та старших — 83,8 чоловіків також старших 18 років.
Середній дохід на одне домашнє господарство  становив 65 187 доларів США (медіана — 53 393), а середній дохід на одну сім'ю — 76 579 доларів (медіана — 69 423). Медіана доходів становила 50 341 долар для чоловіків та 40 000 доларів для жінок. За межею бідності перебувало 4,8 % осіб, у тому числі 4,9 % дітей у віці до 18 років та 9,0 % осіб у віці 65 років та старших.
Цивільне працевлаштоване населення становило 828 осіб. Основні галузі зайнятості: освіта, охорона здоров'я та соціальна допомога — 32,2 %, виробництво — 19,0 %, роздрібна торгівля — 11,6 %, будівництво — 7,9 %.